# Хучанд
Хуџанд (таџ. Хуҷанд) је град на северу Таџикистана и главно место провинције Согд. Са 163.000 становника (податак из 2010) то је други највећи град Таџикистана.

## Историја
Први који је населио место је био Александар Македонски, који је на том месту уз обалу Сир Дарје 329. п. н. е. сместио базу познату као Alexandria Eschate (грч. Ἀλεξάνδρεια Ἐσχάτη) што значи „Последња Александрија“.
Град је био и значајна тачка на Путу свиле. Добар део историје је био део Персијског царства.
Хуџанд су у 8. веку срушили Арапи, а у 13. веку снажно се одупирао надирајућим Татарима, када је прешао у руке Тимурида, а касније је постао део Кокандског каната.
За време Совјетског Савеза град се звао Лењинабад.

## Партнерски градови
- Шимкент
- Бухара
- Самарканд
- Оренбург
- Нишапур
- Табриз
- Линколн